# Loïc Meillard
Loïc Meillard (Neuchâtel, 29 de octubre de 1996) es un deportista suizo que compite en esquí alpino.
Ganó seis medallas en el Campeonato Mundial de Esquí Alpino entre los años 2021 y 2025. En la Copa del Mundo consiguió siete victorias y veintinueve podios en total.
Participó en dos Juegos Olímpicos de Invierno, en los años 2018 y 2022, ocupando el quinto lugar en Pekín 2022, en la prueba de eslalon.

## Palmarés internacional
| Campeonato Mundial | Campeonato Mundial           | Campeonato Mundial | Campeonato Mundial       |
| Año                | Lugar                        | Medalla            | Prueba                   |
| ------------------ | ---------------------------- | ------------------ | ------------------------ |
| 2021               | Cortina d'Ampezzo (Italia)   | Medalla de bronce  | Combinada                |
| 2021               | Cortina d'Ampezzo (Italia)   | Medalla de bronce  | Eslalon gigante paralelo |
| 2023               | Courchevel/Méribel (Francia) | Medalla de plata   | Eslalon gigante          |
| 2025               | Saalbach (Austria)           | Medalla de oro     | Eslalon                  |
| 2025               | Saalbach (Austria)           | Medalla de oro     | Combinada por equipo     |
| 2025               | Saalbach (Austria)           | Medalla de bronce  | Eslalon gigante          |